# Oxytropis mollis
Oxytropis mollis är en ärtväxtart som beskrevs av George Bentham. Oxytropis mollis ingår i släktet klovedlar, och familjen ärtväxter. Inga underarter finns listade i Catalogue of Life.